# Палтога
Палтога е село в Западна Русия, Вологодска област, Витегорски район. Според Руската статистическа служба към 2002 г. селото има 295 жители. То е създадено през 27 юни 2001 година, поради присъединяване от няколко съседни села (Акулово, Аристово, Васюково, Казаково, Коробейниково, Кузнецово, Палтогский Перевоз, Рухтиново, Семьоново, Сухарево, Тронино, Уголщина, Чебаково и Яшково).